# Gymnopilus subflavidus
Gymnopilus subflavidus là một loài nấm thuộc họ Cortinariaceae.